# O Físico (filme)
O Físico (em alemão:  Der Medicus) é um filme alemão do género aventura, realizado por Philipp Stölzl, e baseado no romance homónimo de Noah Gordon. Estreou na Alemanha a 25 de dezembro de 2013, em Portugal a 11 de setembro de 2014, e no Brasil a 9 de outubro do mesmo ano.

## Elenco
- Tom Payne como Rob Cole/Jesse Ben Benjamin
- Emma Rigby como Rebecca
- Stellan Skarsgård como Barbeiro
- Ben Kingsley como Ibn Sina
- Olivier Martinez como Shah Ala ad-Daula
- Elyas M'Barek como Karim
- Fahri Yardım como Davout Hossein
- Makram Khoury como Imam
- Stanley Townsend como Bar Kappara
- Adam Thomas Wright como Rob Cole (jovem)